# Consejo Suramericano de Seguridad

Emblema de la Unión de Naciones Suramericanas

El Consejo Suramericano de Seguridad es una entidad supranacional creada por la Unión de Naciones Suramericanas (UNASUR), para la cooperación entre sus países miembros en materia de seguridad ciudadana, en el combate al narcotráfico, al lavado de dinero y a la criminalidad organizada transaccional en general. El Consejo se estableció durante cumbre realizada en la ciudad de Cartagena de Indias entre los días 3 y 4 de mayo de 2012. Tomaron parte de dicha reunión —y por ende de la creación del Consejo Suramericano de Seguridad— los ministros de Defensa, Interior, Justicia y Relaciones Exteriores de los países que conforman UNASUR.

## Historia
Reunidos en Cartagena de Indias, Colombia, en cumbre organizada por la UNASUR, los 27 ministros y 50 altas autoridades de Defensa, Interior, Justicia y Relaciones Exteriores de los países miembros de la Unión analizaban alternativas para mejorar la seguridad en la región. En el marco de estas discusiones, acordaron en la necesidad de crear y establecer un mecanismo contra la delincuencia organizada y las nuevas amenazas a la seguridad pública de la región.
En la ocasión, el presidente de Colombia, Juan Manuel Santos, declaró que «[...] Solamente colaborando podemos ser efectivos en una lucha contra un enemigo que es transnacional y lo que hace es aprovechar las fronteras para escapar, para facilitar sus crímenes y delitos», declaración que se dio sobre el cierre de la cumbre y anunciaba la Declaración de Cartagena. En esta declaración quedaron plasmadas las consignas para la creación de un grupo de trabajo para la elaboración de los estatutos del Consejo.

## Autoridades
Las autoridades presentes en la cumbre —con los respectivos cargos que ocupaban en la ocasión— que firmaron la Declaración de Cartagena fueron las siguientes:
Argentina
- Ministro de Defensa de Argentina: Arturo Puricelli
- Ministra de Seguridad de Argentina: Nilda Garré
- Ministro de Justicia y Derechos Humanos: Julio Cesar Alak
- Ministro de Relaciones Exteriores y Culto: Héctor Timerman

Brasil
- Ministro de Defensa: Celso Amorim
- Ministro de Justicia: José Eduardo Cardozo
- Ministro de integración nacional: Fernando Coelho
- Ministro de Relaciones Exteriores: Antonio Patriota

Bolivia
- Ministro de Defensa: Rubén Saavedra Soto
- Ministro de Gobierno: Carlos Romero
- Ministra de Justicia: Cecilia Ayllan Quintero
- Ministro de Relaciones Exteriores: David Choquehuanca

Colombia
- Ministro de Defensa: Juan Carlos Pinzón
- Ministro de Justicia: Juan Carlos Esguerra
- Ministro del Interior: Germán Vargas Lleras
- Ministra de Relaciones Exteriores: Maria Angela Holguín

Chile
- Ministros de Defensa: Andrés Allamand
- Ministro del Interior y Seguridad y Pública: Rodrigo Hinzpeter
- Ministro de Justicia: Teodoro Ribera Neumann
- Ministro de Relaciones Exteriores: Alfredo Moreno

Guyana
- Secretario ante la Junta de Defensa: Roger Luncheon
- Ministro de Asuntos Internos: Clement Rohee James
- Ministra de Relaciones Exteriores: Carolyn Rodrigues-Birkett

Ecuador
- Ministro de Defensa Nacional de Ecuador: Javier Ponce Cevallos
- Ministro del Interior: José Serrano
- Ministra de Justicia, Derechos Humanos y Culto: Johana Farina Pesántez
- Ministro de Relaciones Exteriores, Comercio e Integración: Ricardo Patiño

Paraguay
- Ministro de Defensa: Catalino Luis Roy Ortiz
- Ministro del Interior: Carlos Filizzola
- Ministro de Justicia y Trabajo: Humberto Blasco
- Ministro de Relaciones Exteriores: Jorge Lara Castro

Perú
- Ministro de Defensa: Luis Alberto Otárola
- Ministro del Interior Daniel Lozada Casapia
- Ministro de Justicia y Derechos Humanos: Juan Federico Jiménez Mayor
- Ministro de Relaciones Exteriores: Rafael Roncagliolo

Uruguay
- Ministro de Defensa: Eleuterio Fernández Huidobro
- Ministro del Interior: Eduardo Bonomi
- Ministro de Relaciones Exteriores: Luis Leonardo Almagro

Suriname
- Ministro de Defensa: Lamuré Latour
- Ministro de Justicia y Policía: Martin Misiiedjan
- Ministro de Relaciones Exteriores: Winston Lackin

Venezuela
- Ministro del Poder Popular para la Defensa: Henry Rangel
- Ministro del Poder Popular del Interior y Justicia: Tarek Zaidan El Aissami Maddah
- Ministro de Relaciones Exteriores: Nicolás Maduro